# Procambarus riojai
Procambarus riojai är en kräftdjursart som först beskrevs av Villalobos 1944.  Procambarus riojai ingår i släktet Procambarus och familjen Cambaridae. IUCN kategoriserar arten globalt som livskraftig. Inga underarter finns listade i Catalogue of Life.